# Добрешть (комуна, Долж)
Добрешть, Добрешті (рум. Dobrești) — комуна у повіті Долж в Румунії. До складу комуни входять такі села (дані про населення за 2002 рік):
- Джорочел (373 особи)
- Добрешть (463 особи)
- Кечулетешть (617 осіб)
- Мурта (651 особа)
- Точень (718 осіб)

Комуна розташована на відстані 178 км на захід від Бухареста, 40 км на південь від Крайови.

## Населення
За даними перепису населення 2002 року у комуні проживали 2822 особи.
Національний склад населення комуни:
| Національність | Кількість осіб | Відсоток |
| -------------- | -------------- | -------- |
| румуни         | 2821           | > 99,9%  |
| угорці         | 1              | < 0,1%   |

Рідною мовою назвали:
| Мова      | Кількість осіб | Відсоток |
| --------- | -------------- | -------- |
| румунська | 2821           | > 99,9%  |
| угорська  | 1              | < 0,1%   |

Склад населення комуни за віросповіданням:
| Релігія     | Кількість осіб | Відсоток |
| ----------- | -------------- | -------- |
| православні | 2776           | 98,4%    |
| баптисти    | 28             | 1,0%     |
| адвентисти  | 15             | 0,5%     |
| бретрени    | 1              | < 0,1%   |